# Estación de Parque Tecnológico
Parque Tecnológico es una estación en superficie de la línea 1 del Metro de Granada situada en el Parque Tecnológico de Ciencias de la Salud de la ciudad de Granada, al que debe su nombre. Su localización tiene como objetivo dar servicio al Hospital Universitario Campus de la Salud, así como a las empresas y centros de investigación del complejo.

## Situación
La estación se encuentra integrada en la Avenida de la Innovación, una vía transversal que recorre el Parque Tecnológico de Ciencias de la Salud, del cual recibe su nombre. Junto a Dílar, es una de las dos estaciones de la línea 1 que se encuentran situadas en este complejo.
El Parque Tecnológico de la Salud (PTS) es un amplio complejo situado a las afueras de la ciudad de Granada (España) donde se desarrollan actividades formativas, investigadoras y empresariales dentro de los ámbitos de la ciencia y la tecnología, en especial enfocada al ámbito de la salud. La estación tiene como principal objetivo es servir al Hospital Universitario Campus de la Salud, así como a las facultades de Medicina y Ciencias de la Salud de la Universidad de Granada. Junto a la estación también se encuentran el Instituto de Medicina Legal de Granada, así como diversos centros de investigación y empresas tecnológicas y biosanitarias.
Se trata de la última parada de la línea 1 del municipio de Granada en sentido Armilla, con una situación muy próxima al límite con este municipio. En el anteproyecto original de 1998 esta iba a ser la parada terminal, aunque en el proyecto definitivo se decidió que la línea entrase en Armilla con tres estaciones más.

## Características y servicios
La configuración de la estación es de dos andenes laterales de 65 metros de longitud con sendas vías, una por cada sentido. La arquitectura de la estación se dispone en forma de doble marquesina a ambos lados, con un techo y elementos arquitectónicos y decorativos en acero y cristal. La estación es accesible a personas con movilidad reducida, tiene elementos arquitectónicos de accesibilidad a personas invidentes y máquinas automáticas para la compra de títulos de transporte. También dispone de paneles electrónicos de información al viajero y megafonía.
La construcción de la estación se realizó conjuntamente con la creación de la avenida, ya que coincidieron los trabajos de urbanismo en el PTS con los de construcción del metro. Al igual que el resto de estaciones en superficie, consta de una plataforma propia independiente del tráfico rodado.

## Intermodalidad
La estación se encuentra plenamente integrada en el interior del Parque Tecnológico de Ciencias de la Salud. La infraestructura incorpora un aparcamiento propio para bicicletas, y todo el entorno está dotado de carril bici. Parque Tecnológico es intermodal tanto con las líneas SN4 y U3 de la red de autobuses urbanos de Granada como con las líneas interurbanas del Consorcio de Transportes de Granada, ya que dispone de marquesinas para sendos transportes en la misma avenida. En este último caso, dan servicio al PTS las líneas 159, 170, 171 y 174, que conectan con Armilla, Ogíjares, Gójar, Dílar y La Zubia.